# 阿勒坦鄂齐尔

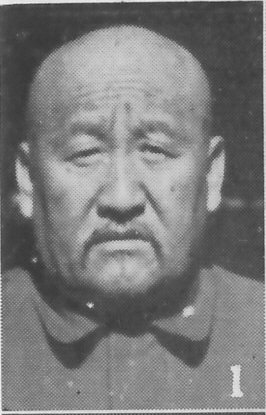
《最新支那要人传》中的阿勒坦鄂齐尔照片

阿勒坦鄂齐尔（1882年—1949年4月16日），也作阿勒唐瓦其爾等，汉名色新甫，号宝珍，伊克昭盟鄂尔多斯右翼后旗（今内蒙古自治区杭锦旗）人，中华民国大陆时期蒙古族政治人物。别称阿王。

## 生平
阿勒坦鄂齐尔早年在鄂尔多斯右翼后旗王府、旗府担任文書工作。27歲时，他继承旗扎萨克。中华民国成立后，他历任临时参议院参议、众议院议员。
1924年（民国13年），他任伊克昭盟副盟長。1928年（民国17年），他任包頭区防副司令。1933年（民国22年）设立杭锦保安司令并自任“保安司令”，1934年（民国23年）3月，他任蒙古地方自治政務委員会委员。1936年（民国25年）1月，他任绥远省境内蒙古各盟旗地方自治政务委员会副委員長。1937年（民国26年）2月任陸軍中将。
抗日战争爆发後的1937年（民国26年）10月，蒙古聯盟自治政府成立，他任该政府参議会参議。翌年2月，他兼任伊克昭盟副盟長，代替支持蒋介石的沙克都尔扎布署理该盟长。1939年（民国28年）9月1日蒙疆聯合自治政府成立，他任興蒙委員会委員、鄂尔多斯挺进军总司令，还留任伊克昭盟副盟長。1941年（民国30年），他任在内蒙古西部设置的临时行政区行政长官，并任警卫第十二师中将师长。
抗战结束后，他出任伊克昭盟保安师师长。1947年（民国36年）他任伊克昭盟扎萨克副盟长。1949年（民国38年）4月，他被推举为在定远营成立的蒙古自治筹备委员会的主任委员，但其未及就任，就于4月16日病逝，终年67岁。

### 书目
- 徐友春主编. . 河北人民出版社. 2007. ISBN 978-7-202-03014-1.
- 劉国銘主编. . 团结出版社. 2005. ISBN 7-80214-039-0.
- 东亚问题调查会. . 朝日新聞社. 1941.